# Boufflers
Boufflers – miejscowość i gmina we Francji, w regionie Hauts-de-France, w departamencie Somma.
Według danych na rok 2011 gminę zamieszkiwało 114 osób, a gęstość zaludnienia wynosiła 20 osób/km² (wśród 2293 gmin Pikardii Boufflers plasuje się na 871. miejscu pod względem liczby ludności, natomiast pod względem powierzchni na miejscu 809.).